# Żelazkowo (województwo pomorskie)
Żelazkowo – wieś w Polsce, położona w województwie pomorskim, w powiecie lęborskim, w gminie Nowa Wieś Lęborska w pradolinie Łeby. Wieś jest częścią składową sołectwa Redkowice. 

## Podział administracyjny
W latach 1975–1998 miejscowość administracyjnie należała do województwa słupskiego.